# دیگ فرچ
دیگ فرچ (انگلیسی: Daeg Faerch؛ زادهٔ ۲۷ سپتامبر ۱۹۹۵) هنرپیشه اهل کانادا است. وی از سال ۲۰۰۴ میلادی تاکنون مشغول فعالیت بوده‌است.
از فیلم‌ها یا برنامه‌های تلویزیونی که وی در آن نقش داشته‌است می‌توان به هنکاک، هالووین اشاره کرد.